# Cypringlea analecta
Cypringlea analecta är en halvgräsart som först beskrevs av Alan Ackerman Beetle, och fick sitt nu gällande namn av Mark T. Strong. Cypringlea analecta ingår i släktet Cypringlea, och familjen halvgräs. Inga underarter finns listade i Catalogue of Life.